# Juan Rodríguez Lozano
Juan Rodríguez Lozano (Alange, Badajoz, 28 de julio de 1893 - campo de tiro de Puente Castro, en las afueras de León, 18 de agosto de 1936) fue un militar español, que llegó al grado de capitán y fue fusilado en 1936 por los sublevados en la Guerra Civil. Alcanzó cierta notoriedad cuando su nieto, José Luis Rodríguez Zapatero, presidente del Gobierno de España entre 2004 y 2011, declaró en numerosas ocasiones que fue la memoria de su abuelo ejecutado durante la Guerra Civil la que motivó sus convicciones políticas.

## Infancia y juventud

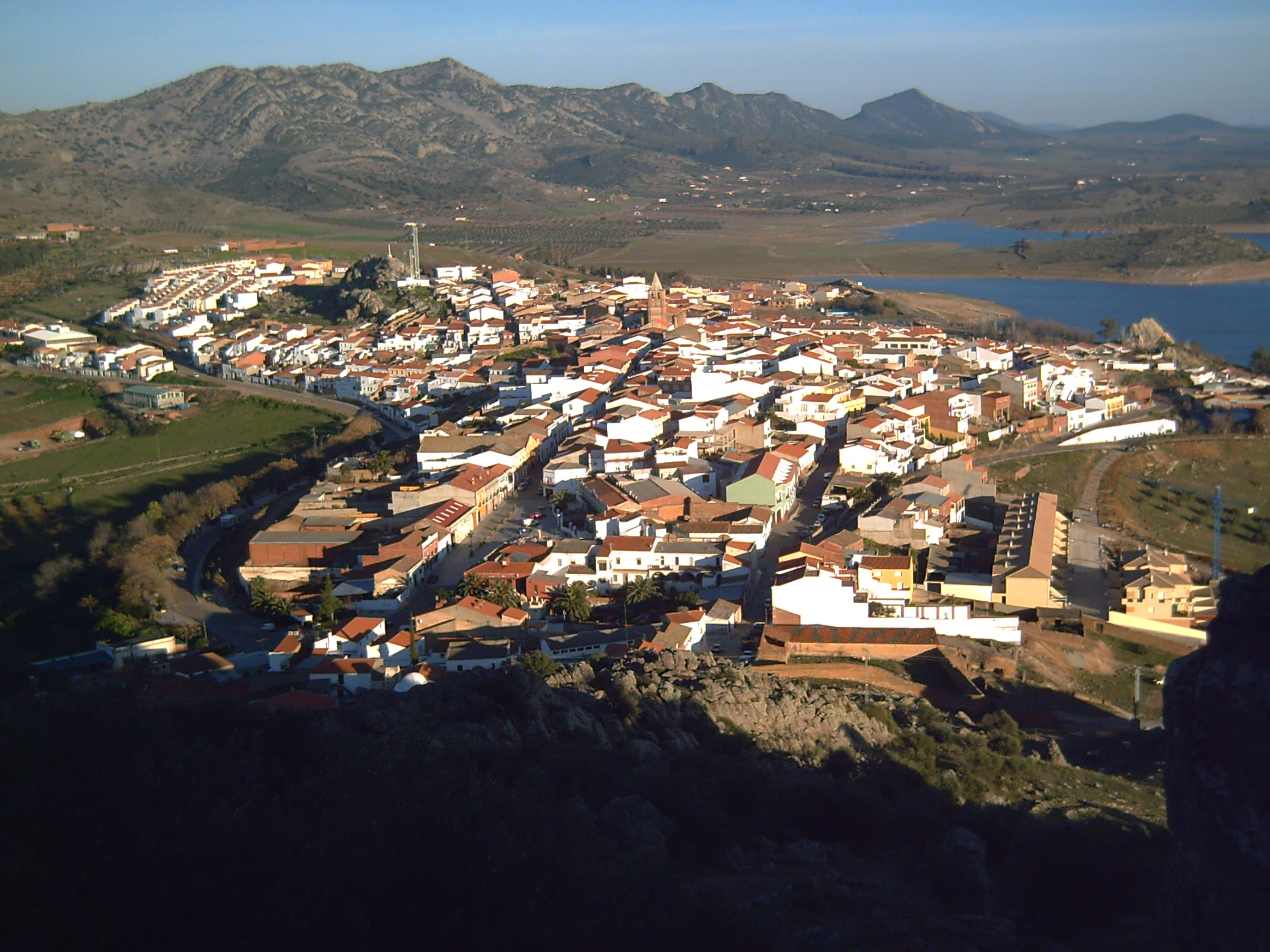
Vista de Alange, en Badajoz, donde nació Juan Rodríguez Lozano en 1893.

Juan Rodríguez Lozano nació en la localidad pacense de Alange. Pertenecía a una familia de labradores propietarios, lo que hacía de ellos parte de una clase «acomodada». Era hijo de un teniente de Infantería, Sebastián Rodríguez Gil, y de Marcelina Lozano García. Siendo niño quedó huérfano de padre, al morir este durante la guerra de Cuba, por lo que se fue a vivir con su madre y sus tíos a la localidad leonesa de Pola de Gordón, situada a 33 km al norte de la capital, en la carretera que unía León con Asturias a través del puerto de Pajares. Allí conocería a la que posteriormente sería su esposa, Josefina García García. En agosto de 1913, con apenas 20 años, y gracias a los beneficios concedidos a los huérfanos de militares muertos en campaña, ingresó en la Academia de Infantería de Toledo.
Salió de la academia en junio de 1916 con el rango de segundo teniente, y fue destinado al Regimiento de Infantería Burgos n.º 36, con guarnición en León. En 1917 intervino como abogado de oficio en varios consejos de guerra incoados en la cuenca minera leonesa como consecuencia de la huelga general de 1917 (según el propio Rodríguez Lozano, fue en esta época cuando comenzaron sus simpatías hacia el socialismo).

## Guerra del Rif y carrera en la península

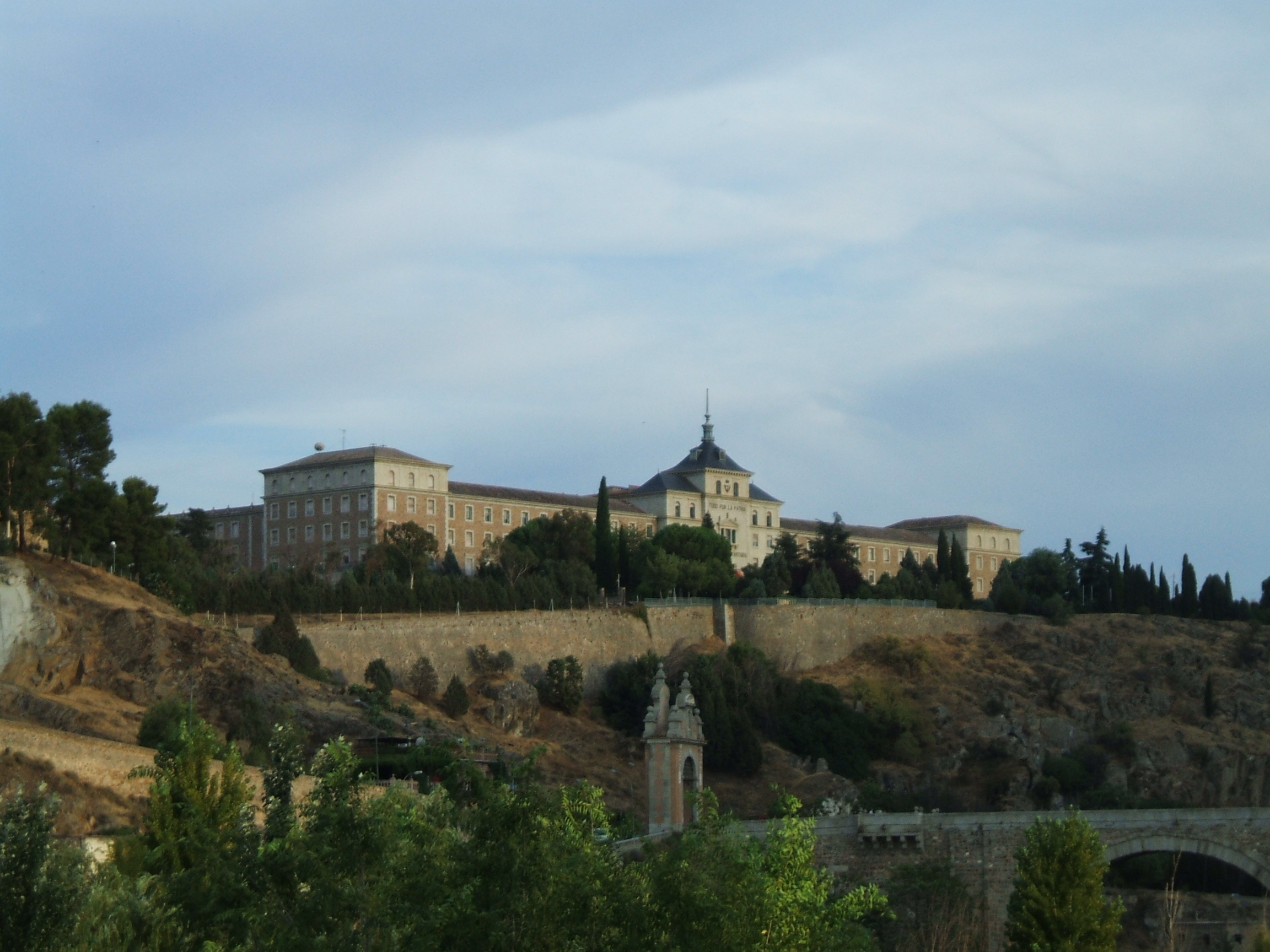
Juan Rodríguez Lozano ingresó en la Academia de Infantería de Toledo en 1913.

En junio de 1918 fue ascendido a primer teniente y destinado al Regimiento de Infantería Serrallo n.º 69, con guarnición en Ceuta, por lo que participó en la guerra del Rif. Permaneció en el protectorado de Marruecos hasta 1923. Como reconocimiento a sus servicios obtuvo, en diciembre de 1924, la Cruz del Mérito Militar con distintivo rojo «por méritos contraídos y servicios en la zona de nuestro protectorado en África». En julio de 1919 se casó con Josefina.
En junio de 1923 fue ascendido a capitán y regresó a la península. Tuvo destino primero en Lérida, donde nació su hija Josefina, y desde 1925 en León, de nuevo en el regimiento Burgos n.º 36, en el que permanecería hasta su muerte.
Desde 1922 fue profesor de las clases de tropa, primero en las escuelas de cabos y, desde 1925, en las de sargentos y suboficiales. Ese año le fue concedida la medalla del Homenaje otorgada por el rey Alfonso XIII (concedida a todo aquel que la solicitase con el objeto de sumarse al reconocimiento de los ayuntamientos españoles a los monarcas). En 1928 solicitó también la Medalla de la Paz de Marruecos (tenían derecho a ella todos los militares que hubieran «tomado parte en operaciones realizadas en Marruecos» entre 1909 y 1927). Ya en León nació su hijo Juan (quien posteriormente sería el padre de José Luis Rodríguez Zapatero).
En la misma época su superior, el coronel Enrique Álvarez, consignó en 1927 en su hoja de servicios la siguiente apreciación: «este oficial es un dechado de pundonor, tiene a su favor el concepto de los jefes y de todos sus compañeros. Su modestia corre pareja con su talento y discreción. Pueden confiársele todas las comisiones y trabajos, que desempeñará a satisfacción», lo que probaría la alta valoración que se tenía de él dentro del ejército.

## Segunda República

### Primeros años
Tras el advenimiento de la República, el capitán Rodríguez Lozano juró lealtad al nuevo régimen sin acogerse al retiro voluntario previsto por la Ley Azaña del 25 de abril de 1931.
Se sabe que se inició en la masonería en agosto de 1933, como aprendiz en la logia Emilio Menéndez Pallarés número 15 de León, tomando el nombre simbólico de «Rousseau». En diciembre de 1935 fue exaltado al segundo grado masónico, el de compañero, sin que haya constancia de que fuera nunca exaltado al tercero, el de maestro. La Emilio Menéndez Pallares n.º 15 era la única logia masónica de León —el número documentado de hermanos masones durante el período de la Segunda República en León fue de quince, cifra que incluye a quienes habían abandonado la masonería en diciembre de 1931—, y fue elevada a la categoría de logia perfecta el 2 de septiembre del año anterior (hasta entonces era el Triángulo Libertad n.º 3), formando sus integrantes un grupo pequeño (once componentes) y modesto —dos oficiales de correos, dos pequeños industriales, un dependiente de comercio, un encargado de biblioteca, un maestro nacional, un contable, un empleado y un abogado, además del capitán Rodríguez Lozano—. Sin embargo, Rodríguez Lozano no aparece en la exhaustiva obra de Manuel de Paz Sánchez Militares masones en España, lo que especialistas en masonería achacan a la escasa relevancia de la militancia masónica del capitán.

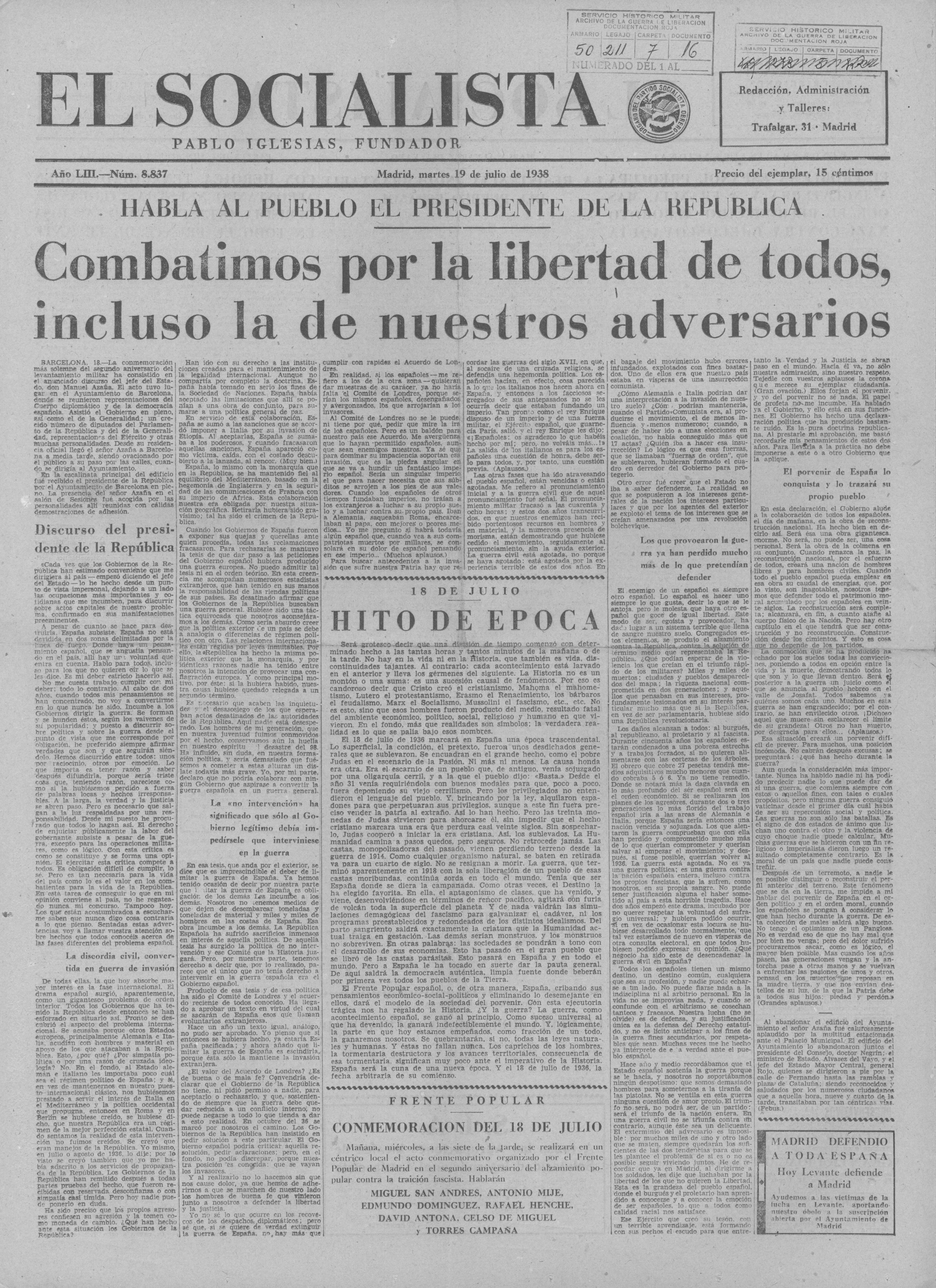
Portada de El Socialista el 18 de julio de 1936. La carta remitida en febrero de 1934 por el capitán Rodríguez Lozano a Julián Zugazagoitia, director del periódico oficial del PSOE, ofreciéndose para colaborar bajo pseudónimo en temas militares, hizo que fuese juzgado, dado de baja en su destino y pasado a la reserva en condición de «disponible forzoso».

En esta época se encontraba también vinculado al diario leonés La Mañana, un periódico fundado en 1928 por su cuñado, Isidoro García, un indiano que había invertido en la prensa parte de su fortuna. En este periódico trabajaba como linotipista el poeta Victoriano Crémer, el cual narró en su libro autobiográfico Ante el espejo. León 1920-1940 (1978) cómo Rodríguez Lozano hacía las veces, desde la fundación del diario, de «asesor social, y se supone que también jurídico» de la empresa periodística. De acuerdo con Crémer, «ofrecía la impresión, así que se le trataba, de una enorme humanidad, henchida de buena voluntad y dotada de una cultura poco común en militares de todas las épocas, más entregados al cultivo de las armas que de las letras». Rodríguez Lozano fue amigo de Crémer y le ofreció consejo sobre su trabajo literario («Don Juan era hombre ponderado, generoso y fundamentalmente bueno y honorable, y me llamó a capítulo para estimularme en mis ensayos literarios, a los que tuvo acceso, y puedo decirlo sin mengua de recelo, que estoy dispuesto a proclamar que si conseguí algún adelanto en mis pretensiones literarias se lo debo a la influencia del capitán Lozano, el cual, no solamente me tuteló sino que me aconsejó con seriedad y espíritu cuasi paternal»). En agosto de 1933, Crémer publicó un poema titulado Vía Crucis (romance proletario) sobre los sucesos de Casas Viejas en La Tierra, el diario filoanarquista de Madrid. Aunque con él obtendría un premio literario patrocinado por el periódico, la justicia militar decidió abrir una causa contra él. Crémer acudió a Rodríguez Lozano, el cual le defendió en el juicio militar y logró la nulidad de los cargos contra el poeta.
Aunque como militar en activo no podía desarrollar actividades políticas, mostró sus simpatías por el socialismo. Consta, porque así lo afirmaron posteriormente sus superiores, que Rodríguez Lozano leía abiertamente en su acuartelamiento El Socialista, el órgano oficial del PSOE, hasta que se prohibió la entrada de prensa en los cuarteles. En febrero de 1934 le remitió a Julián Zugazagoitia, director de El Socialista, una carta confidencial en la que exponía sus afinidades políticas:

Soy Capitán del Ejército y desde que comencé a discurrir por mi cuenta, socialista.
[..]
Esta carta no es, pues, ni de un oficial monárquico, ni de un oficial señorito. Es, simplemente, la carta de un militar que, a pesar de serlo, siente inquietudes espirituales y tiene la esperanza de una Humanidad mejor, de una más justa y más científica organización social

En la carta, Rodríguez Lozano también se ofrecía a escribir sobre temas militares para el periódico, bajo pseudónimo o sin firma. Zugazagoitia respondió a Rodríguez Lozano con «grato acogimiento», sin que conste si Rodríguez Lozano llegó a publicar algún artículo en la publicación.
El capitán Rodríguez Lozano se encargó también, por orden de sus superiores, de desarrollar labores de contrainteligencia dentro de los acuartelamientos leoneses al frente de un «servicio técnico». Su objetivo era prevenir acciones revolucionarias dentro del ejército, para lo que vigilaron a sospechosos de promover «cualquier explosión putchista».

### La revolución de Asturias de octubre de 1934

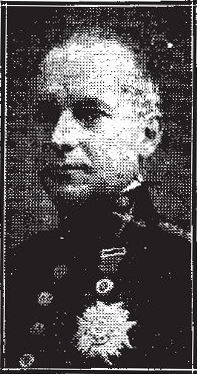
El general Eduardo López Ochoa en 1930. El general fue el responsable de sofocar la Revolución de Asturias. Sus métodos y su voluntad de minimizar el derramamiento de sangre le granjearon la enemistad del general Franco, asesor del ministro Diego Hidalgo, y del coronel Yagüe, que operó en Asturias al frente de tropas de Regulares y la Legión.

Mapa parroquial del concejo de Lena. El capitán Rodríguez Lozano salió de León el 12 de octubre en dirección a Camponanes, población cabecera de la parroquia homónima en el concejo de Lena, en la carretera de León a Oviedo. El 14 de octubre el grupo de reconocimiento que comandaba fue atacado por los revolucionarios en Ronzón (parroquia de Castiello, también en Lena). Permaneció los días siguientes en Vega del Rey, también en Castiello. El 18 de octubre, participó en la ocupación de Pola de Lena, cabeza de la parroquia del mismo nombre, y Ujo, ya en el concejo de Mieres. La columna de Rodríguez Lozano entró en Mieres al día siguiente.

Sus simpatías socialistas no le impidieron participar en las operaciones para sofocar la insurrección de los mineros asturianos en octubre de 1934, en lo que se conoce como Revolución de Asturias. Previamente, Rodríguez Lozano participó con su regimiento en las maniobras que se realizaron en las montañas de León a finales de septiembre, bajo la dirección del general Eduardo López Ochoa. El día 3 de octubre las tropas del regimiento del capitán regresaron a su acuartelamiento en León. La madrugada del 5 de octubre se produjo un levantamiento contra el gobierno de la Segunda República, al que, bajo presidencia radical, se acababan de incorporar tres ministros de la CEDA. Esta insurrección había sido impulsada por el PSOE y la UGT en toda España. Sin embargo, el movimiento insurreccional solo tuvo éxito en Asturias, donde agrupó a todas las fuerzas obreras: socialistas, anarcosindicalistas de la Confederación Nacional del Trabajo y comunistas (Partido Comunista de España, Bloque Obrero y Campesino e Izquierda Comunista).
El gobierno envió varias columnas de tropas a Asturias para acabar con la revuelta, recayendo el mando de las operaciones militares sobre el terreno en el general López Ochoa, con el general Franco, asesor personal del ministro de la Guerra, Diego Hidalgo, dirigiendo las operaciones desde el Ministerio de la Guerra en Madrid. Aunque en la provincia de León hubo algunos conatos insurreccionales, desorganizados y con escasos efectivos, fundamentalmente en las cuencas mineras, estos fueron rápidamente reducidos, lo que permitió utilizar las tropas estacionadas en la provincia en apoyo de las operaciones en Asturias. En la tarde del mismo día 5, un destacamento del regimiento Burgos n.º 36 con un equipamiento bastante precario, al mando del general Bosch, comandante militar de León y jefe de la XVI División de Infantería, aseguró el puerto de Pajares. Mientras tanto, el coronel Vicente Lafuente Baleztena quedó como comandante militar en funciones de la plaza, permaneciendo en León. El día 6, el general La Cerda, jefe de la VIII División Orgánica, de la que dependía el regimiento leonés, estableció en León el cuartel general para acabar con la revuelta en la zona astur-leonesa. En Asturias, la columna de Bosch quedó copada durante varios días en Vega del Rey (un pueblo de la parroquia de Castiello, en el concejo de Lena, a los pies del puerto de Pajares, a unos 20 kilómetros al norte de Mieres), ante la contundente oposición de unos 3000 revolucionarios, que les causaron 60 bajas, entre ellas dos capitantes, y les inutilizaron todos sus medios de transporte. Transcurrida una semana, durante la cual fue recibiendo refuerzos, La Cerda le dio la orden a Bosch de que pasase a la ofensiva, ante lo que este le solicitó 48 horas más de plazo, señalando que no podía avanzar «por la fuerte resistencia enemiga». La ofensiva no llegó a ejecutarse al sustituir el coronel Aranda a La Cerda el día 14. Ese mismo día la columna de Bosch se vio reforzada por tropas de Regulares y de la Legión, al mando del coronel Sáenz de Buruaga, y al día siguiente Bosch era sustituido por el general Balmes al frente de la columna sur (oficialmente por haberse incorporado a la columna tropas estacionadas en África, lo que hacía preciso la presencia al frente de la columna de un general con experiencia en el protectorado marroquí). A pesar de los refuerzos, el cambio de comandante y la ausencia de oposición de los insurrectos (apenas quedaban 500 milicianos con poca munición, los cuales se retiraron el día 15), a lo que se unía la toma de Oviedo por parte del general López Ochoa, la columna de Balmes no entró aun en la cuenca del Caudal, ya que López Ochoa decidió retrasar su avance hasta que el de la columna del coronel Solchaga por el este estuviese consolidado.
La hoja de servicios del capitán Rodríguez Lozano indica que no salió de León hasta el 12 de octubre, cuando acompañó al coronel Lafuente Baleztena, que comandaba tropas de refuerzo para la columna del general Bosch. Tras pasar por el puerto de Pajares llegaron hasta Campomanes, la población anterior a Vega del Rey viniendo por carretera desde León, que había sido ocupada por las tropas de Bosch en los primeros días de la campaña. El 14 de octubre, el grupo de reconocimiento que comandaba el capitán Rodríguez Lozano fue «intensamente tiroteado» mientras participaba en una operación de reconocimiento sobre Ronzón (un pueblo situado a un kilómetro al oeste de Vega del Rey). Tras esta operación, Rodríguez Lozano permaneció en Vega del Rey, junto con el destacamento del coronel Lafuente, hasta el día 18. Cuando finalmente López Ochoa dio orden de que la columna de Balmes penetrara en el Caudal, el destacamento de Lafuente siguió su avance hacia el norte con el resto de la columna de Balmes. Así, el capitán Rodríguez Lozano participó el día 18 en la ocupación de Pola de Lena (la capital de la parroquia de Lena) y de Ujo (ya en la de Mieres). El día 19 la columna prosiguió su avance hacia el norte, y llegó a Mieres (localidad que se encontraba a la espera de la entrada de las tropas gubernamentales, tras la capitulación firmada por los revolucionarios con el general López Ochoa el día anterior). Según la hoja de servicios de Rodríguez Lozano, el coronel Lafuente Baleztena fue nombrado comandante militar de Mieres. Rodríguez Lozano siguió siendo su ayudante, y participó en los reconocimientos que las tropas de Lafuente hicieron de las localidades vecinas. Permaneció en Mieres hasta el 31 de octubre, cuando regresó a León (si bien Lafuente siguió en Mieres al mando de una de las columnas estacionadas en Asturias).

### Juicio militar y pase a la reserva
A pesar de que Lozano había cumplido sin incidencias sus deberes militares durante la campaña asturiana, fue procesado por la justicia militar menos de un mes después del retorno a su guarnición. Como consecuencia de los sucesos revolucionarios, El Socialista, órgano del PSOE, fue clausurado y sus locales en Madrid registrados. En los registros apareció la carta que el capitán Rodríguez Lozano había remitido meses antes a su director, Julián Zugazagoitia. El 17 de noviembre fue citado a declarar por primera vez ante el Juzgado Militar número 6 de León, para responder de la misma, acusado de haber violado el punto 4 del artículo 329 del Código de Justicia Militar (según dicho artículo del código de 1890, vigente entonces, se consideraba falta grave, penada con arresto militar o suspensión de empleo, que los militares asistieran a manifestaciones políticas o acudieran a la prensa en relación con asuntos del servicio). En la misma causa fue procesado también otro capitán del mismo regimiento, Eduardo Rodríguez Calleja. Seis días después, el 23 de noviembre, el Ministerio de la Guerra decretó su pase a situación de «disponible forzoso». En el proceso incoado, Rodríguez Lozano reconoció sus simpatías socialistas ante el juez militar, y admitió también pertenecer a la masonería. Sus superiores, el general Bosch y el coronel Lafuente Baleztena, declararon que, aunque la conducta militar del capitán era favorable, su simpatías socialistas eran «incompatibles con su profesión y condición militar» por lo que creían «conveniente su separación» del ejército. Por otra parte, la causa recoge un informe de la comisaría de Investigación y Vigilancia de León, que sugería que Rodríguez Lozano podría efectivamente militar en el PSOE, dado que frecuentaba locales en los que se reunían «los elementos más destacados del socialismo y radical-socialismo de esta capital». También se tomó declaración a los alumnos que había tenido Rodríguez Lozano en las escuelas de cabos, sargentos y suboficiales, los cuales declararon que el capitán no había llevado a cabo ninguna labor proselitista, dedicándose exclusivamente a la transmisión de conocimientos técnicos y profesionales. Consta también la declaración de Zugazagoitia, tomada en Madrid el 19 de diciembre. En ella, el director del periódico socialista declaró que aunque respondió a la misiva de Rodríguez Lozano, expresándole su agradecimiento, aquel no había colaborado «nunca con el periódico "El Socialista" ni con artículos ni con suelto alguno». Celebrado el juicio, el 22 de abril de 1935 Rodríguez Lozano fue declarado culpable de haber violado el citado artículo 329, condenado a ocho meses de suspensión de empleo y sueldo por «falta grave», dado de baja en su destino y confirmado en su pase a la reserva en condición de «disponible forzoso».

### Rehabilitación

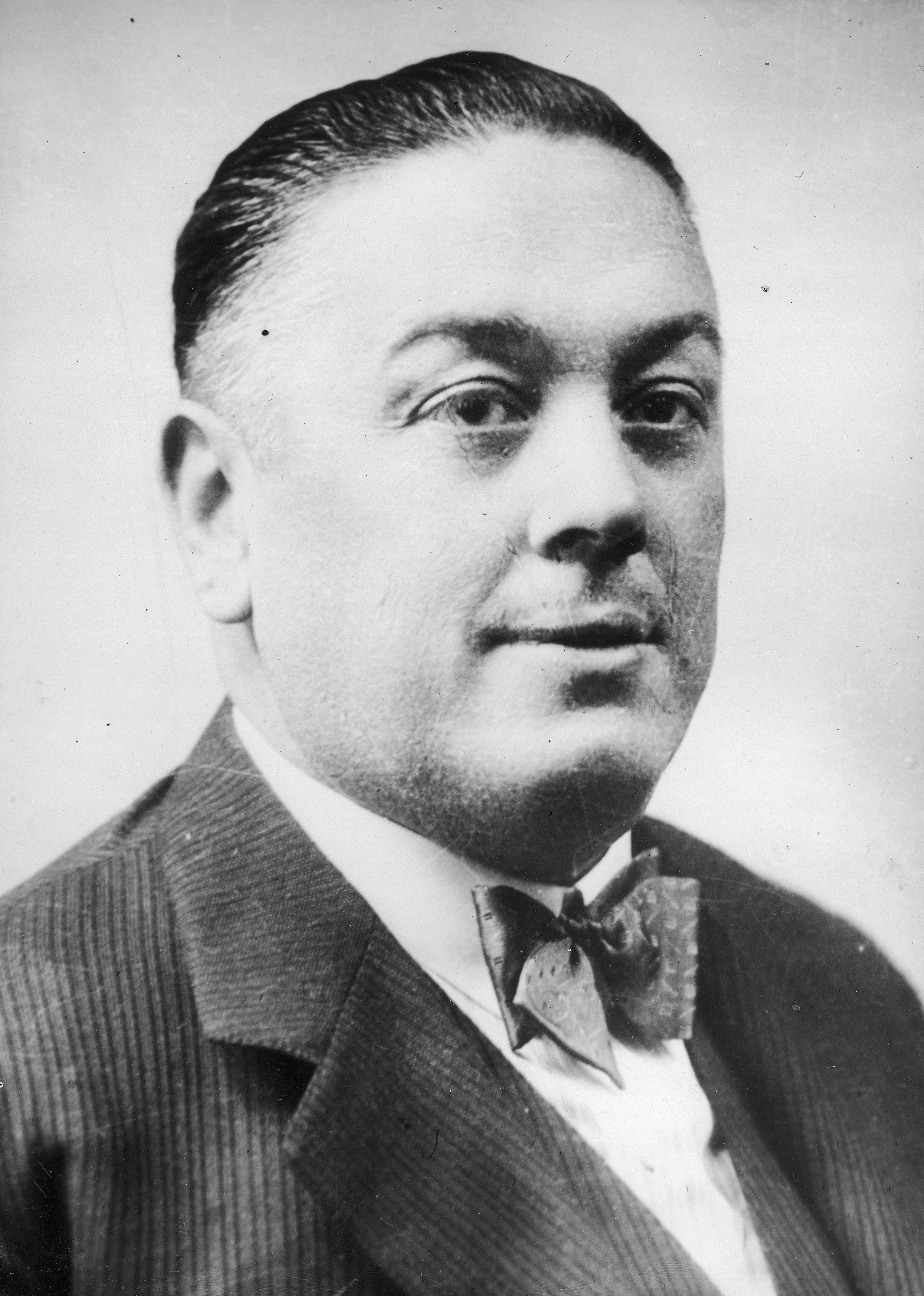
Diego Martínez Barrio, líder de Unión Republicana, presidente de las Cortes e interino de la República entre el 7 de abril y el 10 de mayo de 1936 recibió una petición por parte del comité del Frente Popular de León para que el capitán Rodríguez Lozano fuese nombrado jefe de la Guardia de Asalto de León. El presidente en funciones remitió la misiva al Ministerio de la Gobernación.

Tras la victoria del Frente Popular en las elecciones de febrero de 1936, el capitán Rodríguez Lozano seguía en situación de disponible. El 26 de febrero fue destinado a la caja de recluta n.º 56. Poco después, miembros del comité de la coalición en León se dirigieron, el 11 de marzo, al coronel Ildefonso Puigdendolas, que dirigía el Cuerpo de Seguridad, comunicándole que el capitán Rodríguez Lozano se postulaba como jefe de la Guardia de Asalto en León. El 7 de abril, el presidente del comité del Frente Popular de León remitió una nueva misiva, esta vez a Diego Martínez Barrio, presidente de las Cortes y de la República en funciones, en el mismo sentido, sin que Rodríguez Lozano fuera designado para asumir ninguna responsabilidad en dicho cuerpo (Martínez Barrio remitió la misiva al Ministerio de la Gobernación sin ninguna gestión adicional). Por otra parte, Rodríguez Lozano solicitó, el 22 de marzo, que se le aplicase la amnistía a los imputados por los sucesos revolucionarios de 1934 concedida por el nuevo gobierno y que, aunque su condena ya había sido cumplida, esta fuese eliminada de su hoja de servicios. Inicialmente el auditor de la VIII División Orgánica y el fiscal jurídico militar denegaron su solicitud, interpretando que la amnistía solo aplicaba a delitos y no a las faltas militares («... siendo el hecho corregido falta no procede aplicar dichos beneficios en este caso ya que el hecho corregido no constituye siquiera una falta común sino una falta militar grave que si por su carácter de falta no está incluida en la ley invocada, su esencia militar la sustrae al aspecto político o social necesario a los delitos perdonados en dicha Ley»). Ante ello, Rodríguez Lozano recurrió al Tribunal Supremo, cuya Sala Sexta (de Justicia Militar, presidida por Mariano Gómez), con la oposición de la fiscalía, falló el 30 de abril a su favor, por lo que le fueron concedidos finalmente los beneficios de la amnistía, reincorporándose a su destino en el regimiento de Infantería n.º 36 en León.

## Guerra Civil

### La sublevación militar

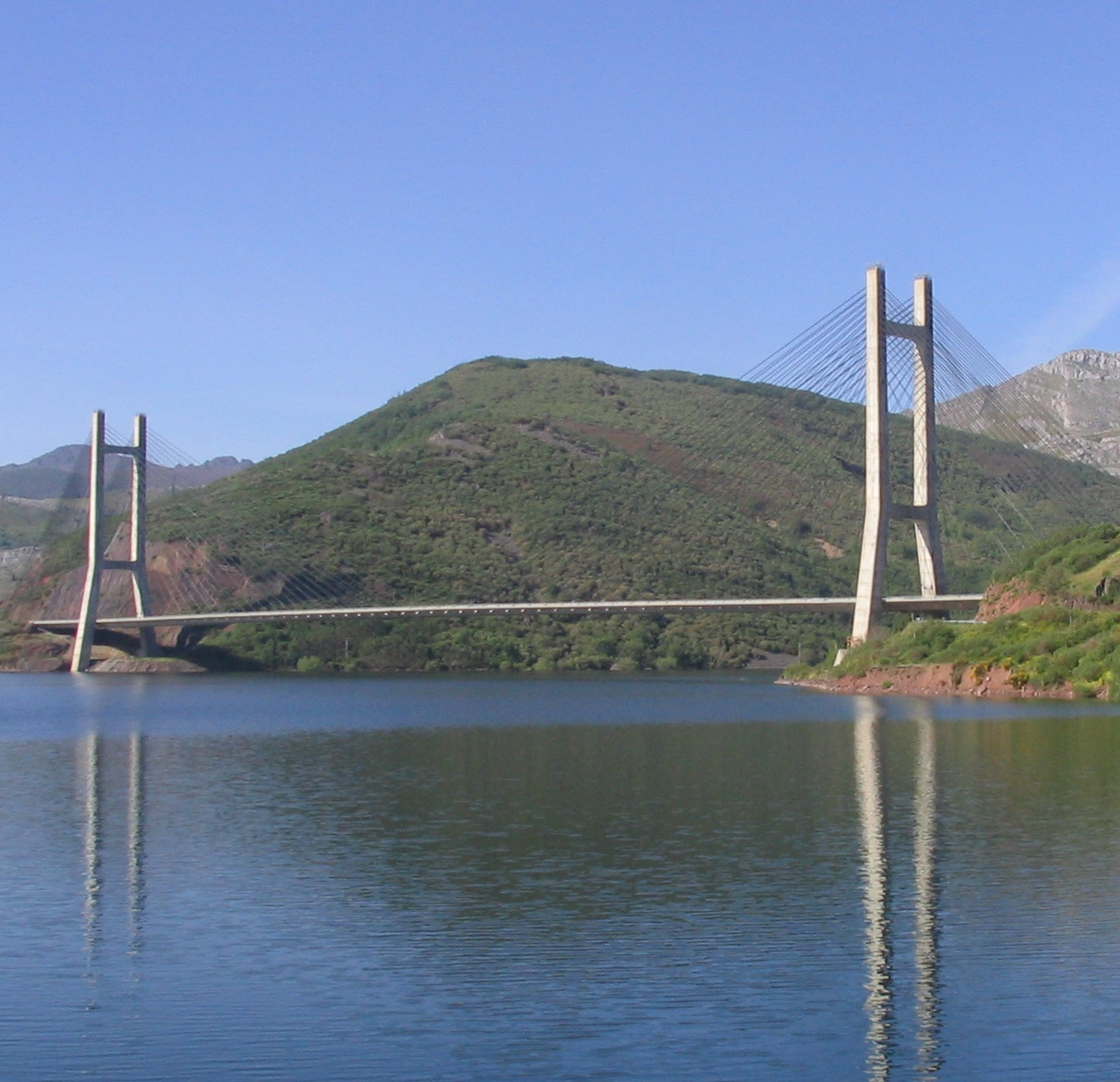
Puente Ingeniero Carlos Fernández Casado sobre el embalse de Barrios de Luna. Este puente se encuentra a la altura de San Pedro de Luna, localidad inundada en 1956 con el llenado del embalse. Los cuñados de Juan Rodríguez Lozano residían en dicha localidad, en la que se encontraba de vacaciones el capitán Rodríguez Lozano al estallar la sublevación del ejército de África.

El 18 de julio de 1936 comenzaron a conocerse las primeras noticias de la sublevación militar en el Protectorado de Marruecos. En esa fecha, el capitán Rodríguez Lozano se encontraba, junto con su familia, en San Pedro de Luna, una localidad situada a unos treinta y cinco kilómetros de León (hoy desaparecida bajo las aguas del pantano de Luna), donde estaba pasando unos días de vacaciones en casa de su hermana y de su cuñado, panadero del pueblo. Al enterarse de lo que estaba ocurriendo, el capitán Rodríguez Lozano volvió a su acuartelamiento en León (según su hijo a petición de su jefe, el coronel Vicente Lafuente Baleztena), en donde la situación seguía siendo aparentemente de calma, con proclamas del gobierno de que la situación estaba controlada y de que únicamente se había sublevado el ejército de África. Según el testimonio de su hijo, Juan Rodríguez García-Lozano, su madre le pidió a su padre que no volviese a León, pero «él le dijo que como militar era su obligación y que no iba a ocurrirle nada».
En ese momento la guarnición de la ciudad la componían el regimiento de Infantería Burgos n.º 36 y un grupo de la 1.ª Escuadra de Aviación estacionado en el aeródromo militar de la Virgen del Camino. Las fuentes disponibles señalan que los capitanes Rodríguez Lozano y Rodríguez Calleja, así como algunos suboficiales, eran de los pocos «partidarios de la República» dentro del regimiento Burgos n.º 36. El 18 de julio, cuando llegaron las primeras noticias de la sublevación en Marruecos, los dirigentes de la conspiración en León (el general Carlos Bosch, jefe de la 16.ª Brigada de Infantería y gobernador militar de León; el comandante Julián Rubio López, jefe del aeródromo; y el coronel Vicente Lafuente Baleztena, responsable del regimiento Burgos n.º 36 y cerebro de la conspiración en la guarnición de León) aún no se habían puesto en movimiento. Tenían previsto proclamar el estado de guerra y hacerse con la ciudad el día 19, pero la llegada de la «columna minera» que, desde Asturias y engañada por el general Aranda, se dirigía a Madrid en apoyo del gobierno, truncó sus planes, ante la escasez de efectivos disponibles en manos de los sublevados. Ese día, el coronel Lafuente, superior del capitán Rodríguez Lozano, le ordenó actuar de enlace con el gobernador civil, a la espera de noticias del gobierno.

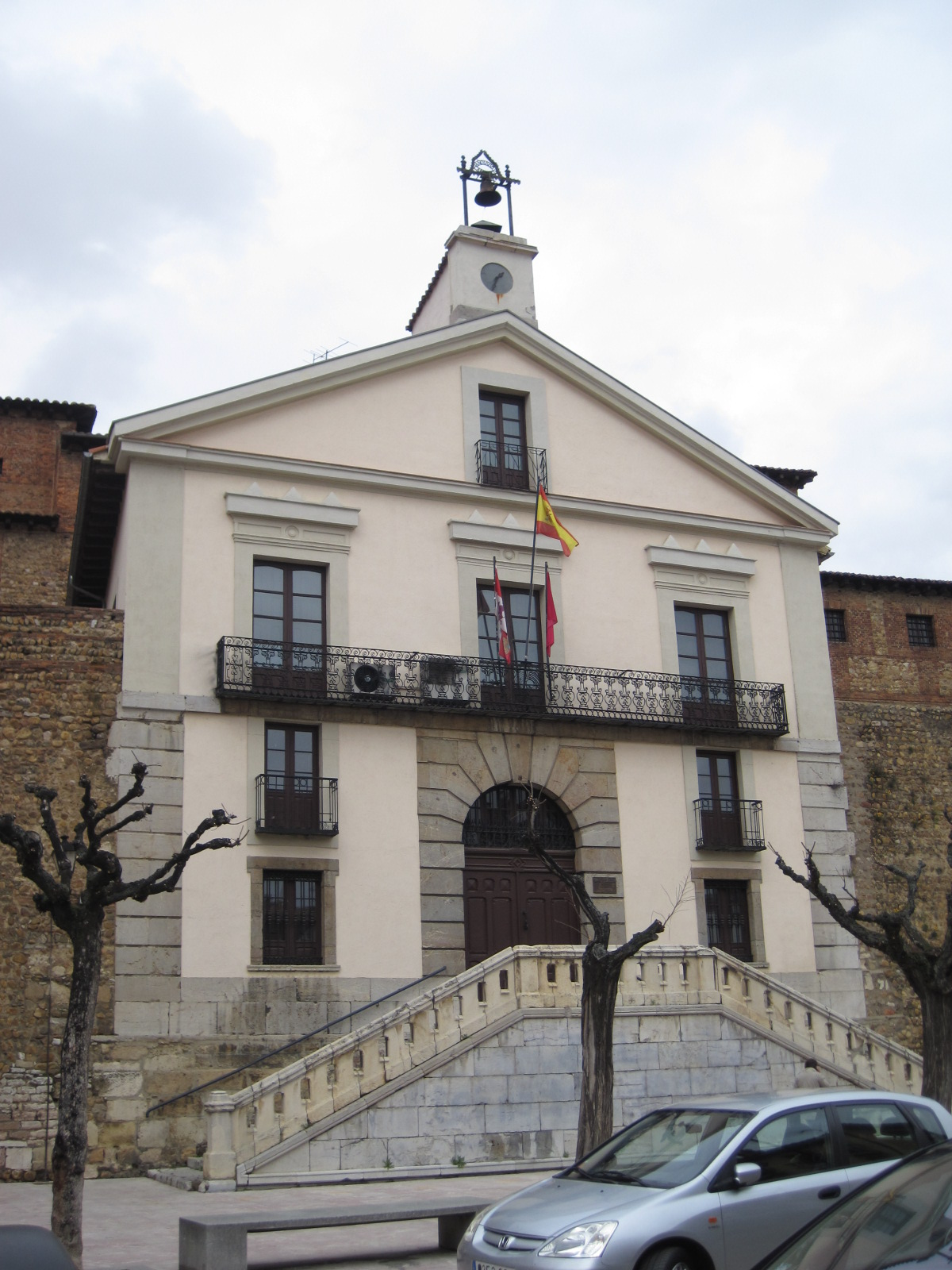
Archivo Histórico Provincia de León. Desde antes de la Guerra Civil había funcionado como prisión. Fue usada como prisión militar durante la Guerra y fue el primer lugar donde estuvo recluido el capitán Rodríguez Lozano.

Tras partir la columna minera de León durante la madrugada, el 20 de julio a las dos de la tarde los sublevados tomaron la ciudad y declararon el estado de guerra, haciendo inútil la convocatoria de huelga general hecha por los sindicatos ese día. Las autoridades civiles de León y su provincia (el alcalde, Miguel Castaño, el gobernador civil, Emilio Francés Ortiz, el presidente de la Diputación Provincial, Ramiro Armesto, o el delegado del Gobierno en Campsa, Alfredo Barthe —la mayoría de ellos fusilados el 22 de noviembre de 1936, si bien Barthe fue fusilado junto con el capitán Rodríguez Lozano en agosto—), líderes políticos y sindicales pertenecientes al Frente Popular, así como los escasos militares y miembros de las fuerzas de seguridad que se mantenían fieles a la legalidad republicana fueron detenidos en el edificio del Gobierno Civil. Entre ellos estaba el capitán Rodríguez Lozano, que fue encarcelado en la prisión de Puerta Castillo (actualmente alberga el Archivo Histórico Provincial de León). Se proclamó el estado de guerra y el mando en la provincia fue asumido por el general Bosch, comandante militar de la plaza. El aeródromo fue tomado también por los sublevados, los cuales sofocaron sin gran dificultad la resistencia de los trabajadores concentrados en la Casa del Pueblo. Aunque hasta el día 23 varias columnas de mineros de las cuencas leonesas se acercaron a las afueras de la ciudad, no fueron capaces de asaltarla y se retiraron en dirección a las montañas. Astorga, sede de uno de los batallones del regimiento Burgos n.º 36, cayó en manos de los sublevados el mismo día 20. El 21, columnas procedentes de Lugo consolidaron la sublevación en Ponferrada.
A pesar de lo sucedido, el capitán Rodríguez Lozano estaba convencido de que su prisión era temporal y de que sería liberado. Según su hijo Juan, remitió una carta a su esposa en la que confiaba en la intervención de su jefe, el coronel Lafuente Baleztena: «le decía que no se preocupara, que el coronel Lafuente, del que [Rodríguez Lozano] era ayudante, le había asegurado que su detención era cosa de unos días, y que el motivo de la misma era protegerle para que no fuera víctima de los falangistas por su conocida afinidad republicana». Días después fue trasladado a un campo de concentración que se había instalado en el Hostal de San Marcos (entonces unas caballerizas del Ejército y en la actualidad un parador de Turismo). Allí compartió celda con los dirigentes políticos y sindicales del Frente Popular detenidos al comenzar la sublevación. También coincidió en San Marcos con Victoriano Crémer, que narró en su obra cómo se le «saltaron las lágrimas» al encontrar allí al capitán.

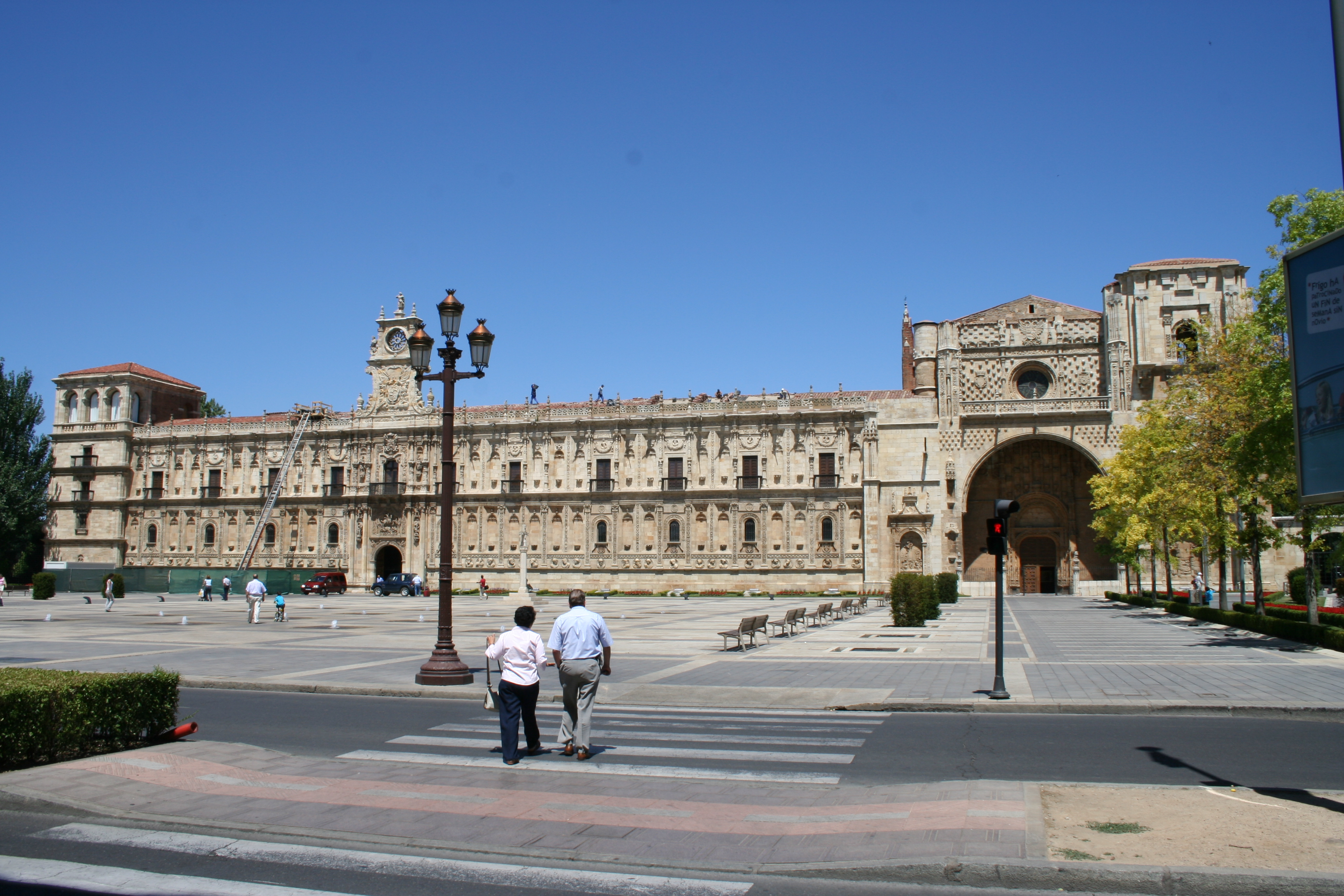
Hostal de San Marcos de León. Al estallar la Guerra Civil era una remonta del Ejército y sirvió de prisión militar durante la Guerra y primeros años de la posguerra. El capitán Rodríguez Lozano, tras estar recluido unos días en la prisión de Puerta Castillo fue trasladado a San Marcos, donde permaneció hasta su ejecución.

### Juicio militar y ejecución
En agosto, el capitán Rodríguez Lozano fue juzgado en un consejo de guerra sumarísimo y condenado a muerte (la causa 386/36 instruida contra él, que debería encontrarse en el Archivo Intermedio Militar Noroeste, donde se encuentran los procedimientos incoados durante la represión contra los presos republicanos en Asturias, Cantabria, Castilla y León, Galicia, La Rioja y País Vasco, está desaparecida). Se sabe que el capitán Rodríguez Lozano, junto con el comandante del Ejército retirado y militante de Unión Republicana Timoteo Bernardo Alonso, el maestro de Villablino e inspector de Primera Enseñanza Rafael Álvarez García, el delegado del Gobierno en CAMPSA Alfredo Barthe Balbuena, Fernando Morán Fernández y Domingo Fernández Pereiro fueron juzgados en consejo de guerra en la tarde del 14 de agosto de 1936. Las razones para formar el consejo de guerra, tal como se conservan en el expediente de archivo de la causa, aludieron a la disciplina y la ejemplaridad («conforme con el precedente dictamen y estimando conveniente por razones de disciplina y ejemplaridad se ve esa causa en juicio sumarísimo»).
El 15 de agosto se dictó sentencia, que condenaba a los encausados a la «pena de muerte por delito de traición [..] informando desfavorablemente de la concesión del indulto por no encontrar motivo que lo aconsejen». De nada sirvieron las peticiones de clemencia remitidas ese mismo día por el obispo de León José Álvarez Miranda («Con humildad y verdadero encarecimiento suplico de V.E. la mayor clemencia a favor de los seis condenados a última pena en Consejo de Guerra celebrado en esta en el día de ayer, José Obispo de León») o por el decano del Colegio de Abogados de León («Ilustre Colegio de Abogados León con el mayor respeto suplica de V.E. misericordia máxima para Letrado Señor Barthe en sentencia dictada por Consejo de Guerra en juicio sumarísimo seguido en esta contra él y otros. Decano Arturo Fraile»).
Rodríguez Lozano pudo recibir la visita de su esposa antes de morir (un industrial amigo de la familia envió un taxi a San Pedro de Luna para llevar a Josefina García a León). Según su hijo, que se quedó en San Pedro con su madre y su hermana tras la partida del capitán a León, este le entregó a su esposa «una carta en la que le trasladaba sus sentimientos, le daba consejos sobre cómo debía administrar los bienes que tenían, y le pedía que encomendara [la educación de sus hijos] a la maestra Francisca Mangas, la esposa de Rafael Álvarez [uno de los condenados con Rodríguez Lozano]»). También tuvo la oportunidad de otorgar testamento. Lo escribió de puño y letra la víspera de su ejecución, el 17 de agosto, y se la entregó, en las primeras horas del día 18 al notario Arturo García del Río, desplazado a San Marcos con dicho propósito. Ese día, a las seis de la mañana, se cumplió la sentencia. El capitán Rodríguez Lozano y los otros cinco encausados fueron fusilados en el polígono de tiro de Puente Castro, un antiguo poblado del extrarradio hoy absorbido por el casco urbano de León. Según lo establecido en el expediente de archivo de la causa, la ejecución de militares y civiles se hizo de forma diferente. Mientras que los civiles fueron fusilados sin mayor formalidad, los militares lo fueron de acuerdo a lo dispuesto en los artículos 636 y 640 del Código de Justicia Militar (el artículo 636 describía el procedimiento para proceder al fusilamiento de militares, el 640 describía cómo debía ejecutarse la pena de muerte cuando previamente había que proceder a la degradación militar). El coronel Lafuente Baleztena, que en ese momento era el comandante militar de la plaza, remitió un telegrama cifrado al general jefe de la VIII División Orgánica la mañana del día 18 a las 10:55 con el texto «Comandante Militar León a General 8º División Día hoy fue ejecutada sentencia contra ese capitán Lozano y otros varios». El certificado de defunción indicó que el capitán Rodríguez Lozano había muerto «a consecuencia de parálisis cardíaca». Cinco días después, se desconocía aun en la zona republicana el destino del capitán Rodríguez Lozano.

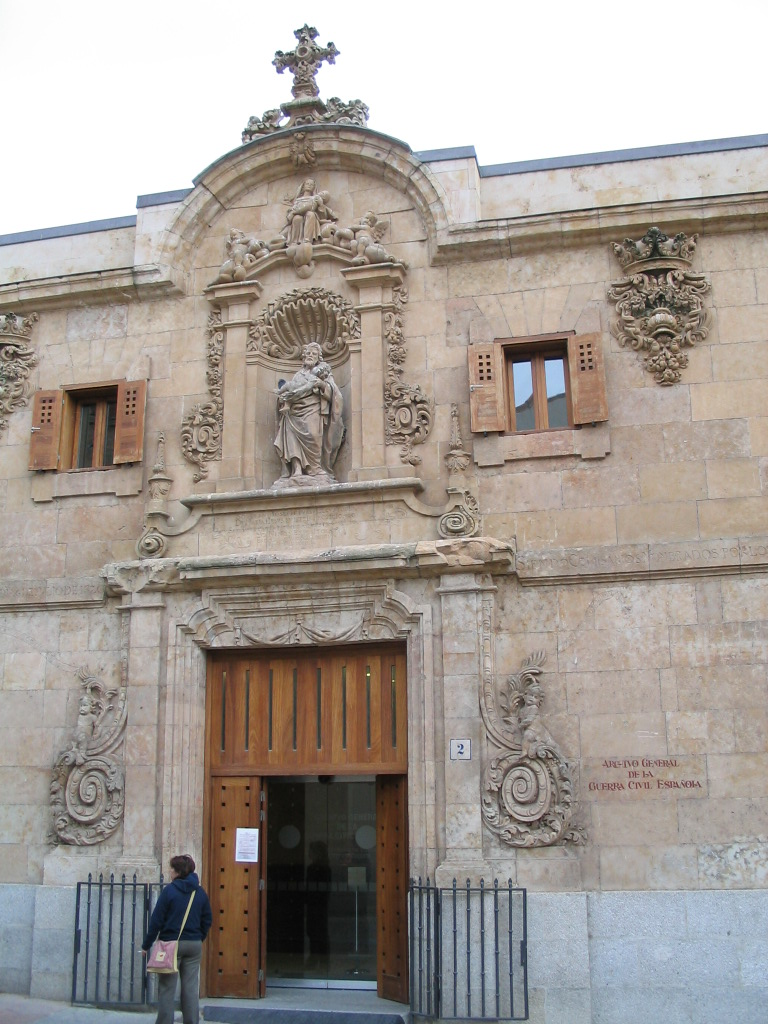
El Archivo General de la guerra civil española, con sede en Salamanca, alberga los archivos del Tribunal Especial para la Represión de la Masonería y el Comunismo, el cual instruyó un sumario contra el capitán Rodríguez Lozano en 1946, diez años después de su ejecución.

Siguiendo al historiador leonés Secundino Serrano, la ejecución del capitán Rodríguez Lozano siguió el patrón habitual de la represión en la zona sublevada:

... los primeros colectivos que sufrieron su adhesión a la causa republicana fueron los militares constitucionales, las autoridades y dirigentes sindicales y, finalmente, los profesionales liberales, junto con los maestros.
[..]
Los militares fieles a la República se constituyeron desde el primer momento en el objetivo más buscado por los militares rebeldes.

El 20 de agosto, el notario García del Río acudió al juzgado de 1.ª Instancia de León para entregar el testamento, «toda vez que le consta[ba] el fallecimiento de dicho Don Juan Rodríguez Lozano». Ocho días después se le hizo entrega de dicho testamento, del certificado de defunción del capitán Rodríguez Lozano y del expediente de protocolización del testamento. Su viuda no recibió las últimas voluntades de su marido hasta el 27 de enero del año siguiente. Su cadáver, enterrado en el cementerio de Puente Castro, fue exhumado por su familia años después y trasladado al cementerio de Pola de Gordón, tal como pedía en su testamento, donde en la actualidad reposan sus restos junto con los de su esposa.

### Encausado por el Tribunal para la Represión de la Masonería y el Comunismo
A pesar de haber sido ejecutado, el Tribunal para la Represión de la Masonería y el Comunismo comenzó a instruir un expediente contra el capitán Rodríguez Lozano el 26 de marzo de 1946. El 12 de abril el expediente se elevó a sumario. Comenzadas las investigaciones, el 27 de abril el comisario jefe de la policía de León informó al tribunal de que el encausado había fallecido en 1936. Sin embargo, no fue hasta el 10 de mayo, tras haber recibido la partida de defunción del acusado, cuando el juez instructor decretó el sobreseimiento del caso.

## Legado
Muero inocente y perdono... Mi credo fue siempre un infinita ansia de paz, el amor al bien y el mejoramiento social de los humildes.

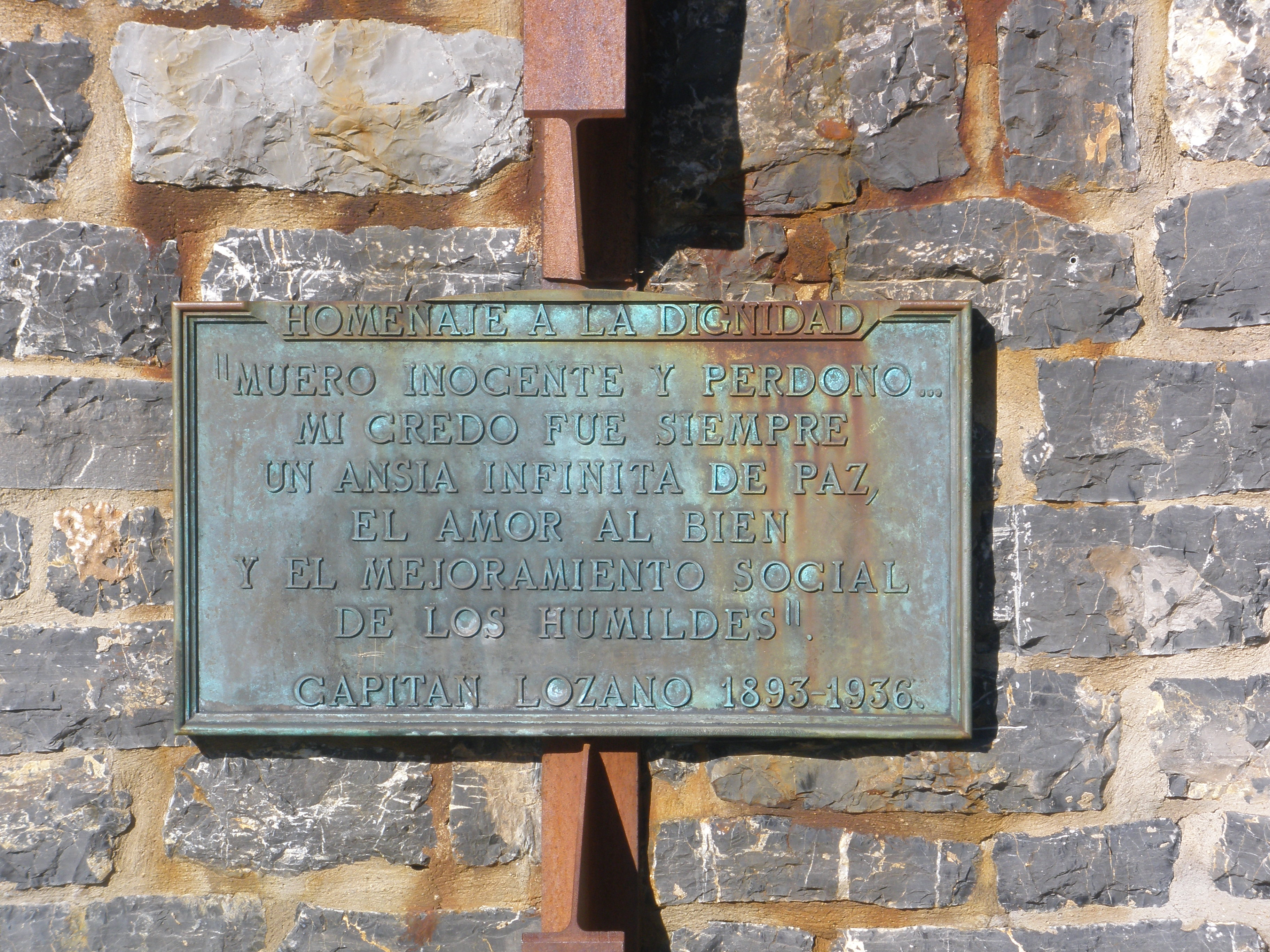
Detalle de la inscripción en el monumento en honor del capitán Rodríguez Lozano, en el alto de Aralla, Sena de Luna, junto a los restos de una trinchera de la Guerra Civil en la que se le recordaba:
Muero inocente y perdono... Mi credo fue siempre un infinita ansia de paz, el amor al bien y el mejoramiento social de los humildes.

El testamento del capitán Rodríguez Lozano, escrito mientras aguardaba su fusilamiento en el campo de concentración de San Marcos, ha sido citado por el expresidente José Luis Rodríguez Zapatero como el motivo que le hizo entrar en política. Rodríguez Zapatero ha afirmado que el testamento le fue leído por su padre cuando tenía 14 años, y que todavía recuerda sus últimas palabras en las que el capitán afirmaba que moría inocente y perdonaba.
El testamento del capitán Rodríguez Lozano apareció publicado por primera vez, de modo parcial, en 1988, en una obra del historiador leonés Secundino Serrano (un hecho por el que la familia del capitán le mostró su agradecimiento). En el libro, se muestra como anexo una fotocopia de la copia del testamento del capitán protocolizado ante el notario Arturo García del Río. El testamento dice así (no se muestran en el libro de Serrano los puntos 1, 2 y 3, presumiblemente dedicados a cuestiones familiares):

Juan Rodríguez Lozano, natural de Alange, provincia de Badajoz, de cuarenta y tres años de edad, casado con Dª Josefina García y García, de cuyo matrimonio tiene dos hijos, Josefina y Juan, hallándose en pleno uso de sus facultades declara:

4º.— Desea ser enterrado civilmente, sin pompa alguna, entregando su cadáver a su esposa o representante de ella, y cuando su esposa lo crea oportuno, si alguna vez lo cree, sean trasladados los restos al cementerio de Pola de Cordón, donde reposan los restos de sus seres queridos, como sería su deseo que al morir su esposa la entierren junto a él.
5º.— Para tranquilidad de su esposa y familia, declara creer en la existencia de Dios, rechazando su conciencia en cambio los ritos humanos. Su fe en el Ser Supremo es firme. A él encomienda su alma de creyente, que procuró siempre tener limpia de faltas, y a él también encomienda la felicidad de su esposa e hijos. A él, en este momento de abominables pasiones, pide la paz de España y de la Humanidad. Muere inocente y perdona. Pide a su esposa e hijos que perdonen también.
6º.— Que cuando sea necesario se vindique su nombre y se proclame que no fue traidor a su patria y que su credo consistió siempre en su ansia infinita de paz, el amor al bien y el mejoramiento social de los humildes.

Y para que surta efectos legales lo declara así en León, prisión de San Marcos a diez y siete de Agosto de mil novecientos treinta y seis.

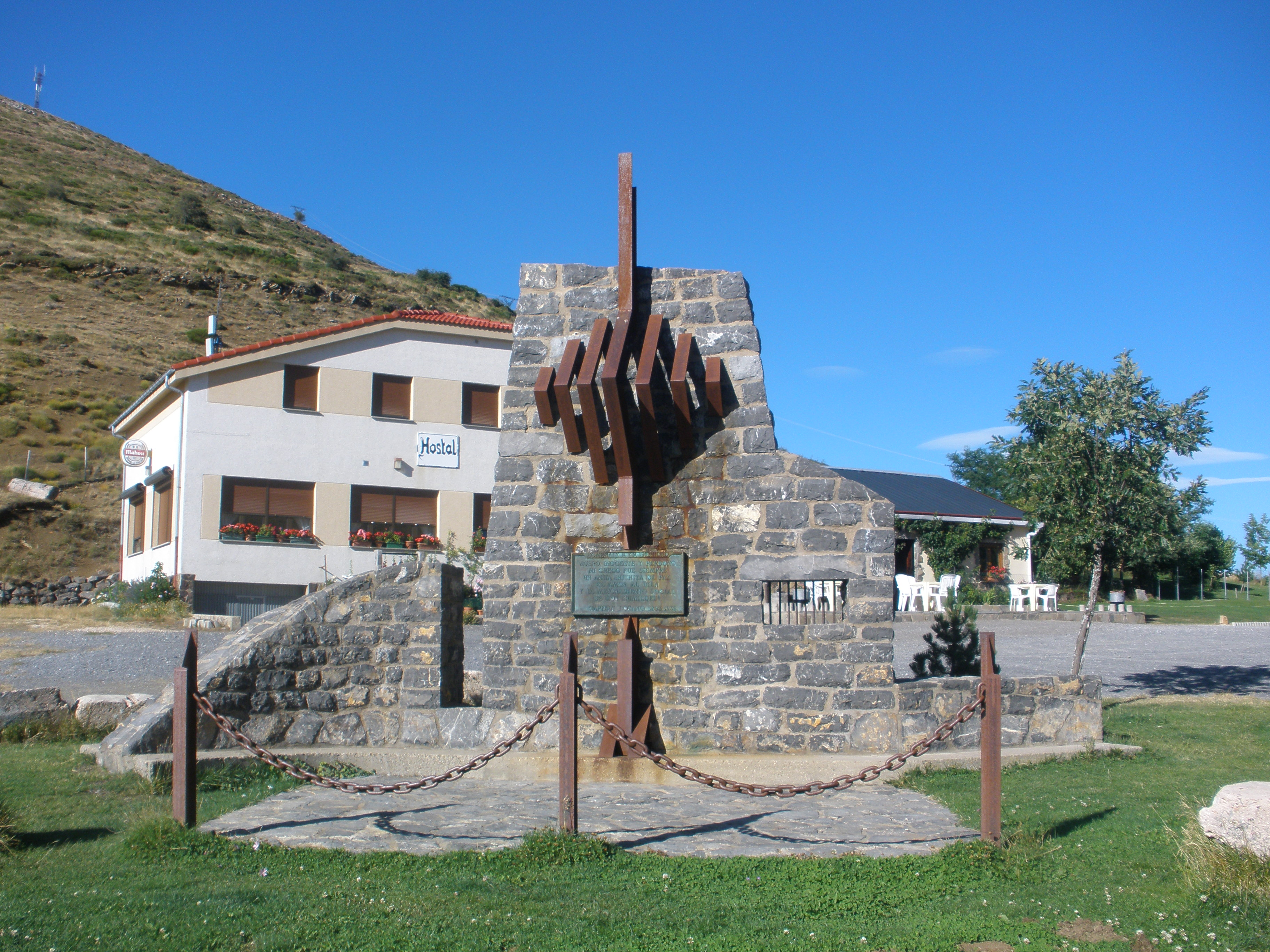
Monumento erigido en 2001 en honor del capitán Rodríguez Lozano en el alto de Aralla, donde se encuentran los restos de una trinchera construida por milicianos republicanos en 1936-37. Aunque no combatió ahí, los defensores de la trinchera inscribieron su nombre en ella a modo de homenaje.

El testamento fue recogido también por el filósofo y sociólogo José Antonio Jáuregui en su libro España vertebrada (2004) y citado en parte también en un artículo del diario El Mundo. Asimismo estas palabras son citadas en la biografía oficial que el PSOE hizo en 2004 de su entonces secretario general. Otras palabras del testamento de su abuelo, «Un ansia infinita de paz, el amor al bien y el mejoramiento social de los humildes», fueron citadas por el expresidente como su «credo» político. Igualmente, en el prólogo del libro El convoy de los 927, que narra el destino de un grupo de españoles deportados por los nazis con la cooperación de las autoridades colaboracionistas de Vichy al campo de concentración de Mauthausen, Rodríguez Zapatero cita las palabras «Paz, perdón y justicia» como el legado del capitán Rodríguez Lozano.

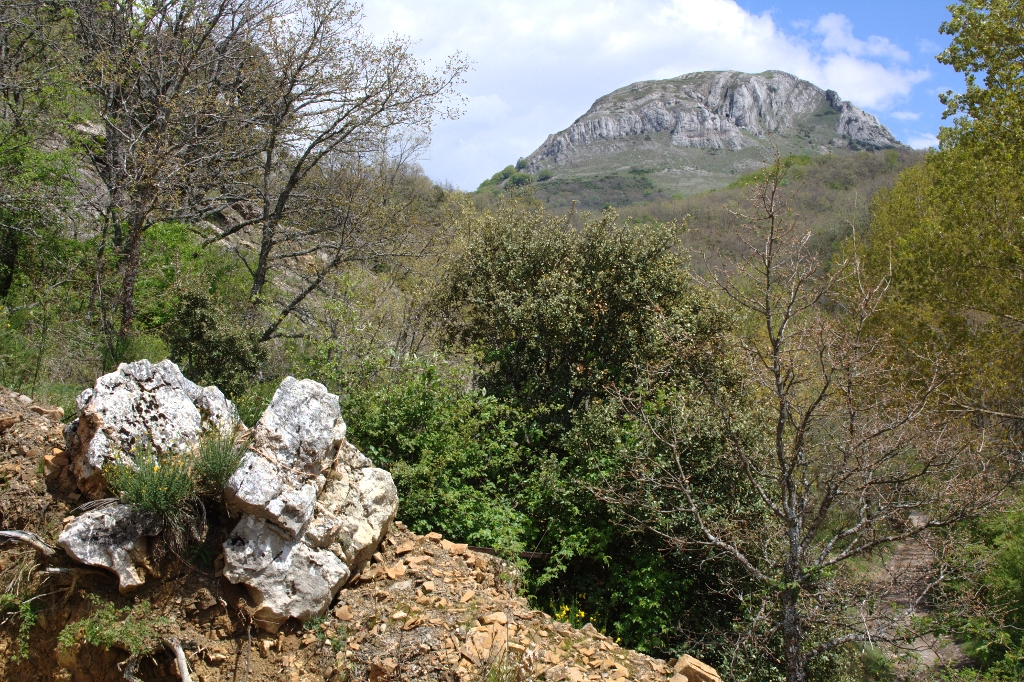
Cueto de San Mateo desde La Pola de Gordón. Juan Rodríguez Lozano se encuentra profundamente unido a La Pola de Gordón. Allí se trasladó de niño, tras la muerte de su padre, conoció a la que luego sería su esposa y es donde fue enterrado por su familia. También existe allí una calle en su nombre.

## Recuerdo
En el alto de Aralla, un puerto de montaña situado entre Aralla de Luna (Sena de Luna) y Geras (La Pola de Gordón), estuvo la línea del frente durante varios meses entre 1936 y 1937. El alto estaba defendido por el batallón de Infantería n.º 206, más conocido como «batallón Tejerina» (por estar formado fundamentalmente por anarquistas leoneses al mando de Laurentino Tejerina, el cual había conseguido huir del edificio del Gobierno Civil de León poco antes de que este fuese tomado por los sublevados). En una de las trincheras excavadas en el puerto, sus defensores grabaron en la piedra varias inscripciones, que aún se conservan: «Trinchera del capitán Lozano / Tira bien miliciano / Defiende a la República / 16-9-36», «AVAJO [sic] EL FASCIO», «UHP». Por esta razón, en 1998, un grupo de leoneses, liderados por el periodista Juan Florencio Pérez Chencho, decidió erigir en este lugar un «monumento a la dignidad», en memoria de las víctimas de la Guerra Civil y la posguerra, y personificado en el capitán Rodríguez Lozano. La inauguración del monumento en el alto de Aralla tuvo lugar el 8 de septiembre de 2001, con la asistencia del entonces secretario general del PSOE y nieto del capitán Rodríguez Lozano, José Luis Rodríguez Zapatero. El monumento porta una placa que reza:

Homenaje a la dignidad. Muero inocente y perdono, mi credo fue siempre un ansia infinita de paz, el amor al bien y mejoramiento social de los humildes. Capitán Lozano 1893-1936

En la localidad natal de su esposa, La Pola, capital del municipio de La Pola de Gordón, hay una calle dedicada a su memoria, la calle Capitán Lozano. Por otra parte, en León existe desde 1948 una calle dedicada al jefe de Rodríguez Lozano y líder de la sublevación en León, Vicente Lafuente Baleztena, la calle General Lafuente. Aunque durante 2009 el ayuntamiento de León estudió su cambio de nombre en aplicación del artículo 15.1 de la Ley de Memoria Histórica (mencionándose también que el reemplazo del nombre de la calle se debía a que Lafuente habría sido quien presuntamente delató al capitán Rodríguez Lozano) finalmente no se concretó dicho cambio de denominación.

## Polémicas
Tras su llegada al poder, José Luis Rodríguez Zapatero promovió la recuperación de la denominada «memoria histórica» para «reparar la dignidad y restituir la memoria de las víctimas y de los represaliados que, desde el inicio de la Guerra Civil y hasta la recuperación de las libertades, sufrieron cárcel, represión o muerte por defender esas mismas libertades y asumir esa defensa como objetivo fundamental de su compromiso ciudadano». El reiterado recordatorio público que de la conducta y pensamiento de su abuelo hizo el entonces presidente, así como de la influencia que aquellos tuvieron en él, hicieron que la figura del capitán Rodríguez Lozano se introdujera en la controversia pública y fuera frecuentemente atacada por políticos y periodistas críticos con el presidente; y ello por considerar que el recuerdo de su abuelo era la causa de determinadas iniciativas políticas de Rodríguez Zapatero. En este sentido, no pasó inadvertido que el primer acuerdo sobre la «memoria histórica» fuera aprobado en un consejo de ministros extraordinario que tuvo lugar el 23 de julio de 2004 en el Hostal de San Marcos, lugar donde el capitán Rodríguez estuvo preso antes de ser ejecutado. Muchos de los detractores del presidente consideraban que estaba «abusando de las invocaciones» a su abuelo.

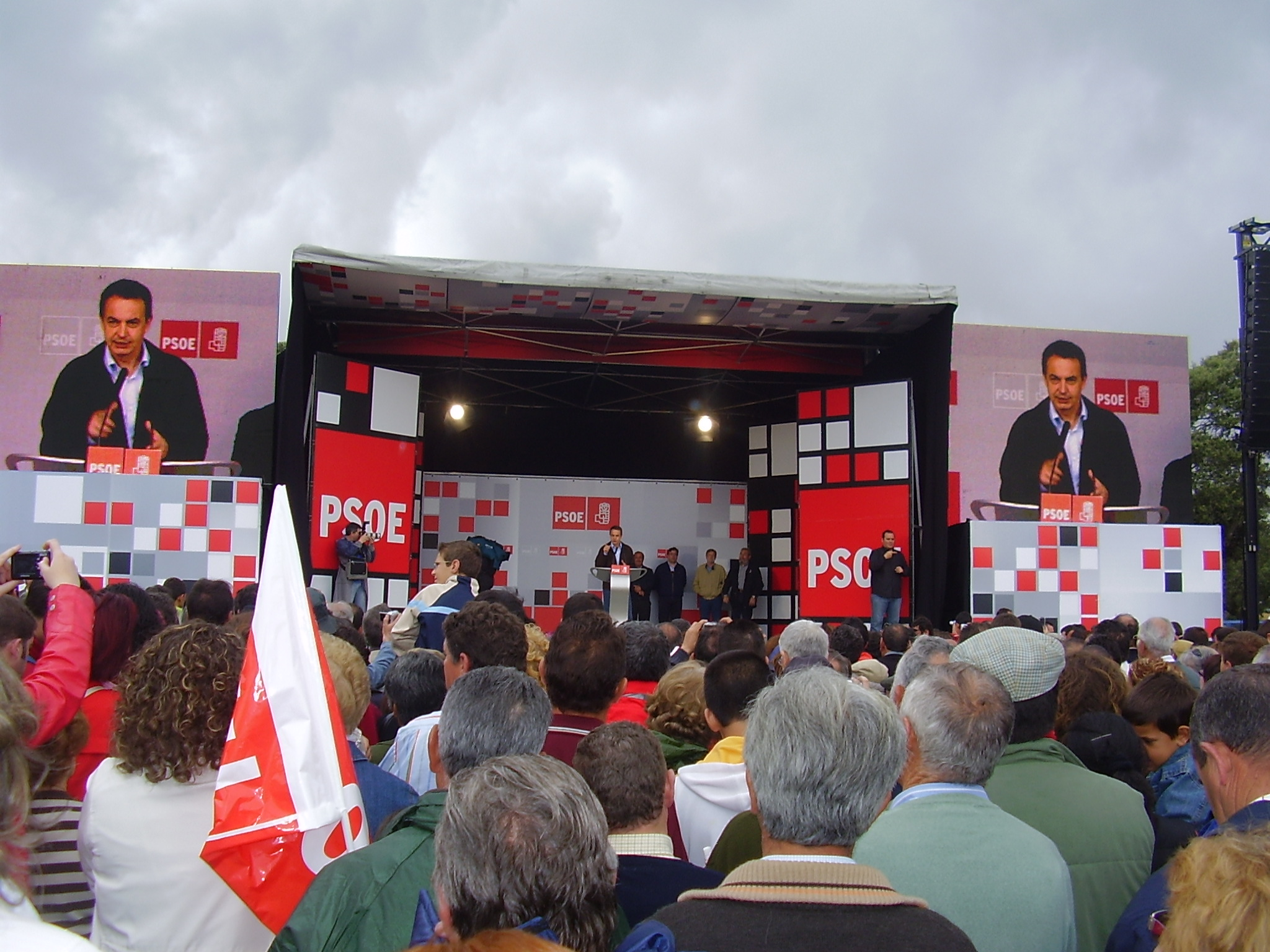
José Luis Rodríguez Zapatero, nieto de Juan Rodríguez Lozano ha recordado frecuentemente su pensamiento y las circunstancias de su muerte. Esta exposición pública consiguió el conocimiento público de la figura del capitán Rodríguez Lozano pero también su utilización en la confrontación política con el entonces presidente.
En la imagen, mitin-celebración del triunfo electoral de José Luis Rodrígez Zapatero en las elecciones de 2008 en Alange, localidad natal de Juan Rodríguez Lozano.

### Libro
Desde medios periodísticos opuestos al Gobierno se intentó desacreditar el relato que hizo su nieto sobre la figura del capitán Rodríguez Lozano, muchas veces con el objeto declarado de cuestionar la política presidencial en torno a la «memoria histórica». Así, por ejemplo, los periodistas Isabel Durán y Carlos Dávila publicaron en noviembre de 2006 La gran revancha. La deformada memoria histórica de Zapatero, libro prologado por Stanley G. Payne (el cual califica la obra de «estudio riguroso y [..] análisis objetivo e incisivo»). Dávila afirmaría más tarde que «Zapatero es un izquierdista radical, un hombre marcado por la Guerra Civil, marcado por la influencia de lo que fue su abuelo. Una historia de su abuelo que se ha inventado en gran parte y que intenta [..] con todos sus medios vengarse de aquellos que consiguieron la victoria en 1939». A la presentación del libro acudieron algunos dirigentes del Partido Popular (como Mariano Rajoy, Ángel Acebes o Ana Botella). En relación con la figura del capitán Rodríguez Lozano, los periodistas declararon:

...lo único que hicimos fue acudir a los archivos históricos para comprobar, para conocer a fondo quién era, para intentar comprender la Ley de Memoria Histórica, y la sorpresa fue que nos encontramos en esos archivos históricos documentos sobre la vida de su abuelo que contradicen completamente la versión que Zapatero ha dado siempre sobre el capitán Rodríguez Lozano.

Sin embargo, dicho libro ha merecido el calificativo de «libelo» por parte de Pedro Álvarez Lázaro, profesor de la Universidad Pontificia de Comillas y especialista en masonería. Asimismo, este ha afirmado sobre La gran revancha que «[e]n la España actual existen ciertos publicistas que pisotean con la mayor impunidad [..] leyes historiográficas fundamentales [..], teniendo la osadía de acudir a fuentes documentales para distorsionarlas y extraer de ellas versiones ciertamente torticeras de la Historia. A esta manipulación imperdonable no se recatan de añadir juicios peregrinos cuando hablan sobre instituciones o personas, rayando irremisiblemente la difamación más deplorable. Tal es el caso de [La gran revancha]».
El libro, así como declaraciones de sus autores de en diversos medios de comunicación, incluye afirmaciones como «el capitán Lozano fundó y fue miembro activo de la logia masónica Emilio Menéndez Pallarés, n.º 15, de León»; «[Rodríguez Lozano] fue recomendado por conductos estrictamente masónicos como jefe de la Guardia de Asalto de León»; «[Rodríguez Lozano] ingresó en una logia de la Masonería como medio, entre otras cosas, de ascenso político y social»; «Lozano fue un oficial destacado en la represión de los obreros de Asturias»; «[Rodríguez Lozano] reprime con fuerza el motín o la revolución de Asturias en 1934»; «[Rodríguez Lozano] permaneció en Mieres después de la derrota de los facciosos y participó activamente, por tanto, en la posterior y durísima represión»; «...cuando estalla la guerra civil... [Rodríguez Lozano] no se incorpora en el frente republicano, donde la lucha fue durísima y encarnizada. [..] se va a León capital, donde es detenido porque esa ciudad ya era nacional»; «cuando empieza el Alzamiento, lejos de incorporarse al frente republicano a 2 km del pueblo dónde él pasaba las vacaciones con su mujer, el 18 de julio de 1936, se vuelve a León dónde ya habían tomado León las tropas nacionales»; «una vez estallada la Guerra Civil, no se incorporó al frente republicano situado en las inmediaciones del pueblo leonés en el que se encontraba de vacaciones, sino que regresó a León capital, donde ya estaba instalado el Ejército de Franco»; que su muerte no se debió a mantenerse fiel al gobierno establecido o sus simpatías izquierdistas, sino a que los sublevados «no se fian del abuelo de Zapatero, es detenido y posteriormente fusilado»; «[Rodríguez Lozano] fue apartado de la disciplina castrense por su ofrecimiento al PSOE como "agente de información y de recluta"» (aludiendo a la causa en la que se le juzgó tras encontrarse la carta que el capitán Rodríguez Lozano envió a El Socialista en 1934, por la que fue expedientado y pasado a la reserva); o que fue expulsado del ejército en 1935 por ser «agente doble».
En relación con la alegada participación de Rodríguez Lozano en la represión, los mismos autores hacen protagonistas en su libro al coronel Lafuente Baleztena y en su ayudante, el capitán Rodríguez Lozano, de los episodios represivos y los saqueos que se produjeron en el frente sur de la campaña asturiana y en los días inmediatamente posteriores al fin de la insurrección. Para ello, utilizan dos obras de propaganda prorrevolucionaria escritas poco después de aplastada la revolución: UHP, la insurrección proletaria de Asturias (1935), de Narcís Molins i Fàbrega, periodista y militante catalán del partido comunista antiestalinista Izquierda Comunista de España, y La insurrección de Asturias (1935), de Manuel Grossi Mier (militante del Bloque Obrero y Campesino, vicepresidente del comité ejecutivo regional de la Alianza Obrera Revolucionaria de Asturias y dirigente revolucionario en Mieres). Molins no tomó parte de la insurrección, sino que escribió su obra con los testimonios obtenidos en una visita tras los sucesos revolucionarios. En cambio, Grossi Mier fue testigo y protagonista de los hechos. Respecto a la obra de Molins, Durán y Dávila afirman lo siguiente:

Lozano y su jefe, La Fuente Valeztena permanecen en Vega del Rey tres o cuatro días. Hasta que el día 18, nombrado el coronel La Fuente jefe de la Columna Centro, ocupan Pola de Lena y Ujo. En su libro, UHP, la insurrección proletaria en Asturias, Narcís Molins i Fábrega narra el demoledor saqueo de que son víctimas los habitantes que permanecieron en esas localidades. Asegura Molins que la labor arrasadora de esta columna no se paró en el saqueo; acusa a los militares de enterrar vivos a ocho mineros que habían controlado una pieza de artillería usada, naturalmente, contra las tropas de la República.

Sin embargo, la obra de Molins (que reconoce explícitamente que no pretende ser objetivo, sino que pretende influir en la clase obrera y mostrarle las lecciones que según él se extraen de la revolución) apunta a las tropas Regulares y de la Legión como responsables de los saqueos («Pero al llegar las primeras tropas de regulares y del Tercio la lucha ya no fue una lucha, sino un saqueo»; o «nos dejaban hablar con moros y legionarios, que dejaban pelado el terreno por donde pasaban»), consigna que tras la ocupación de Ujo se produjeron saqueos «al estilo colonial, haciendo razzias, destruyendo todo lo que era destruible, tomando todo aquello que podía tener algún valor...», y describe como el episodio de los mineros enterrados vivos había sido obra de un grupo de legionarios («Uno de los legionarios nos contó, como una gran proeza, que en Pola de Lena habían cogido los ocho servidores de una pieza de artillería [..] y los habían enterrado vivos, heridos tal como estaban»). En el capítulo dedicado a la «columna de Campomanes» Molins no cita en ningún momento al coronel Lafuente o a su ayudante.
Por lo que se refiere a La insurrección de Asturias, Durán y Lozano sostienen que:

El obediente capitán del Ejército conquistó Mieres, la capital de la rebelión minera, el 19 de octubre; su jefe La Fuente fue nombrado comandante militar de la plaza. A partir de ese momento los insurrectos son víctimas de una dura represión que recuerda en sus memorias el comunista Manuel Grossi Mier. Dice Mier, al que hay que hacer el caso justo, que los militares habilitaron como cárcel la casa del pueblo del PSOE. La Fuente y su segundo, Lozano, instalaron también en Mieres dos cárceles más: los sótanos de Ayuntamiento y el colegio de los "baberos", los hermanos de las Escuelas Cristianas [hermanos de La Salle]. Los habitantes más viejos del lugar aún recuerdan la dureza con que se trató a los detenidos en "el hachu".

En este caso, la narración de Grossi Mier termina el 19 de octubre, y su única alusión a las prisiones de Mieres está en la última página del libro, cuando narra que «al trazar las líneas que preceden, en medio de las incomodidades de la Casa del Pueblo convertida en cárcel, lo he hecho desprovisto de toda gala literaria». Ni Lafuente ni Rodríguez Lozano son mencionados. Las atrocidades cometidas en la cárcel establecida en el colegio de los hermanos de La Salle de Mieres, que albergaba a guardias civiles y de asalto, son mencionadas en el informe sobre la represión gubernamental en Asturias que el exministro y diputado radical-socialista por León Félix Gordón Ordás presentó en enero de 1935 al presidente de la República, Niceto Alcalá Zamora. En este informe consigna los casos de varios torturados en dicha prisión (en algunos casos cita explícitamente a guardias civiles como responsables de las torturas) que tuvieron que ser atendidos en el hospital establecido en la localidad a partir del 31 de octubre. Algunos de los torturados murieron. Por su parte, el informe del diputado socialista Álvarez del Vayo menciona explícitamente que la prisión ubicada en el colegio de los hermanos de las Escuelas Cristinas estaba manejada por la Guardia Civil. Tanto Molins como Grossi mencionan en varias ocasiones a los Regulares y a la Legión como responsables de la mayor parte de las atrocidades cometidas por las fuerzas gubernamentales durante la lucha contra los revolucionarios.
La represión en Asturias tras el fin de la revuelta quedó en manos de la Guardia Civil y la Legión. El trístemente célebre comandante de la Guardia Civil Lisardo Doval llegó a Asturias el 23 de octubre con el objeto de localizar las armas escondidas por los revolucionarios, para lo que utilizó regularmente torturas. El 1 de noviembre, Doval fue nombrado «delegado del Ministerio de la Guerra para el orden público en las provincias de Asturias y León» por lo que quedaba al mando de las fuerzas de orden público para «la persecución de los elementos responsables de los delitos perpetrados en la revuelta». Para Ernesto Burgos, historiador y columnista de La Nueva España, la lectura de la hoja de servicios de Rodríguez Lozano no hace pensar que «su actuación haya sido demasiado sobresaliente y, desde luego, nada señala su participación en la represión que siguió a la Revolución».

### Esquela
Otra polémica más se desató cuando el 16 de octubre de 2006 apareció una esquela a cinco columnas en el diario El Mundo en la que se responsabiliza al capitán Rodríguez Lozano, identificado como la persona al mando (junto con otros oficiales) de una columna enviada desde León por el general Franco, de la muerte de varios mineros socialistas asturianos entre el 14 y el 16 de octubre. En la misma esquela, se sugiere que si el capitán Rodríguez Lozano hubiera fallecido en el tiroteo en el que se vio envuelto su grupo de reconocimiento el 14 de octubre en Rouzón (sic), la percepción de la realidad histórica por parte de José Luis Rodríguez Zapatero y la situación política de España entonces serían «radicalmente distinta(s)». La esquela mencionaba también a los aproximadamente 1200 víctimas del levantamiento, «víctimas del odio irracional y del clima de guerra civil creados consciente y deliberadamente por los líderes socialistas Francisco Largo Caballero e Indalecio Prieto, que ordenaron la insurrección armada contra el Gobierno legítimo de la República», así como una alusión a los «miserables que pretenden desterrar y reinventar la Guerra Civil, olvidando y ultrajando a las víctimas». Más tarde se supo que el responsable de la publicación de la columna había sido Roberto Centeno, sobrino-nieto del minero al que se dedicó la esquela. Centeno es catedrático de economía de la Universidad Politécnica de Madrid y colaborador de El Mundo, de César Vidal en la COPE y luego en esRadio, así como de Intereconomía. Más tarde, Centeno haría más precisas sus acusaciones: si bien señaló que Rodríguez Lozano no mandaba ninguna columna (simplemente formaba parte de ella), afirmó que la muerte de su familiar (que según Centeno había partido de Mieres para participar en la toma de la Fábrica de Armas de Trubia) había tenido lugar el 14 de octubre, y que este había sido «abatido por las fuerzas bajo el mando de Lozano». Ernesto Burgos relaciona esta acusación con el hecho de que Rodríguez Lozano sea el abuelo de José Luis Rodríguez Zapatero.

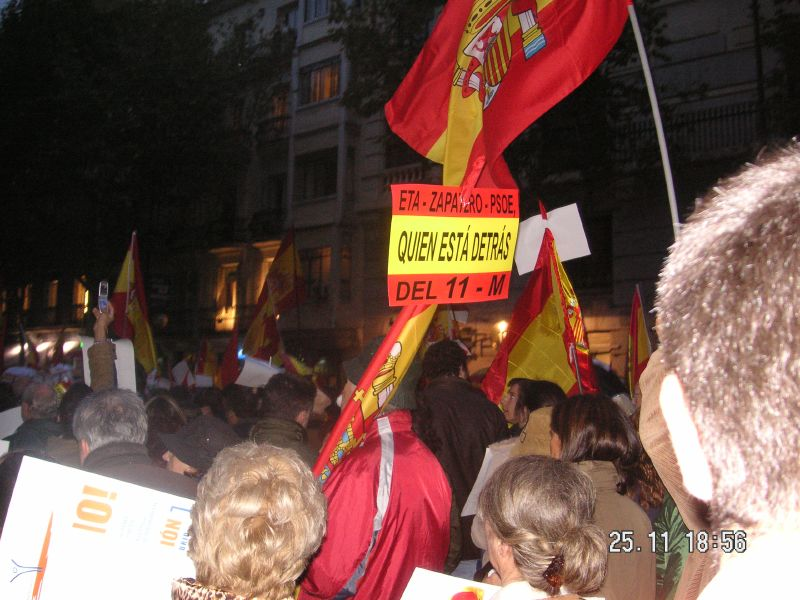
Manifestación convocada por la Asociación de Víctimas del Terrorismo el 25 de noviembre de 2006 contra el Gobierno de José Luis Rodríguez Zapatero. En esta manifestación se oyeron consignas de «Zapatero, vete con tu abuelo».

### Otras
La descalificación de la figura del capitán Rodríguez Lozano ha tenido otras variantes. En 2004, el periodista de El Confidencial Federico Quevedo afirmó que durante la Guerra Civil un grupo de milicianos de las montañas de León había cometido diversas atrocidades. Según este periodista, dicho grupo habría capturado a un falangista, y el comandante de la milicia, en lugar de fusilarle, ordenó enterrarlo en la tierra con solo la cabeza sobresaliendo, para que sirviera de blanco en una sesión de tiro. Quevedo volvió a repetir la historia en 2006, identificando esta vez claramente al comandante del grupo como el capitán Rodríguez Lozano y manifestando que tales prácticas fueron comunes por su parte durante la Guerra Civil. Ernesto Burgos señala que este episodio no es más que parte de una estrategia para «difamar al personaje como fuese», y que la historia era una invención y una «patraña» aludiendo a que Rodríguez Lozano fue detenido al triunfar la sublevación en León, donde se encontraba.
Alusiones despectivas al presidente José Luis Rodríguez Zapatero y al capitán Rodríguez Lozano (la frase «Zapatero, vete con tu abuelo») fueron habituales en las manifestaciones que, durante la VIII Legislatura, se convocaron en contra del gobierno, así como en cualquier ocasión en la que el entonces presidente aparecía en público.
La polémica más reciente tuvo lugar durante la campaña electoral de las elecciones autonómicas de 2011. En ellas, el entonces presidente de la Generalidad Valenciana, Francisco Camps, del Partido Popular, atacó a Rodríguez Zapatero aludiendo al capitán Rodríguez Lozano en un mitin.